# 亞歷山大牧首

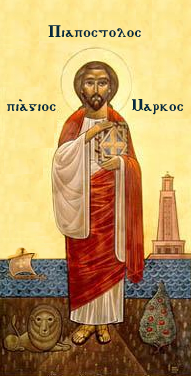
马可，亚历山大教会创建者，第一任亞歷山大牧首

亞歷山大牧首，是亞歷山大宗主教（Patriarch of Alexandria）的通稱，是羅馬帝國時期埃及亞歷山大教區的總領袖。在罗马教宗称教宗前，亞歷山大主教曾有教宗头衔。罗马的宗主教的教宗头衔并不剥夺亞歷山大主教的教宗头衔。现在有四人称亞歷山大宗主教头衔。四者都承认公元460年前亞歷山大宗主教的宗徒继承（apostolic succession）。根据教会传统，亞歷山大宗主教区于公元42年由马可建立。

## 东方正统教会

### 亚历山大科普特正教会
亞歷山大教宗與全非宗主教（Pope of Alexandria and Patriarch of All Africa），领导在埃及、全非洲的亚历山大科普特正教会（Coptic Orthodox Church of Alexandria），也是东方正统教会（Oriental Orthodoxy）的精神领袖。

## 东正教会

### 正教會亞歷山大宗主教區
亞歷山大與全非教宗與宗主教（Pope and Patriarch of Alexandria and All Africa），领导正教會亞歷山大宗主教區（Greek Orthodox Patriarchate of Alexandria and all Africa）。

## 东仪天主教会

### 科普特礼天主教会
科普特礼天主教会亚历山大宗主教（Coptic Catholic Patriarch of Alexandria），领导科普特礼天主教会（Coptic Catholic Church）。

### 默基特希腊礼天主教会
默基特希臘禮安提約基亞宗主教（Melkite Catholic Patriarch of Antioch），作為默基特希臘禮天主教會的領袖，他同時領有亞歷山大以及耶路撒冷二地的宗主教之榮銜。